# Wael Nader al-Halqi
Wael Nader al-Halqi (in arabo وائل نادر الحلقي; Jasim, 1964) è un politico siriano.

## Biografia
Dall'agosto 2012 al luglio 2016 è stato il Primo ministro della Siria. Precedentemente, dall'aprile 2011 all'agosto 2012, era stato Ministro della salute.
Nell'aprile 2013 è sopravvissuto ad un attentato a Damasco.
È islamico sunnita e si è laureato in medicina all'Università di Damasco.